# Ⱨ
Cette page contient des caractères spéciaux ou non latins. S’ils s’affichent mal (▯, ?, etc.), consultez la page d’aide Unicode.
Ne doit pas être confondu avec la lettre cyrillique enne cramponné (Ң).
Ⱨ (minuscule : ⱨ), appelé H cramponné, est un graphème qui était utilisé dans l’écriture de l’ouïghour de 1960 à 1984 lorsque celui-ci utilisait l’alphabet latin, il représentait le même son que la lettre arabe ouïghoure hāʾ binoculaire ‹ ھ ›, pour une consonne fricative glottale sourde /h/. Il a aussi été utilisé dans l’écriture du juhuri dans les années 1920‒1930.
Il s’agit de la lettre H diacritée d'un crampon.

## Utilisation
Le H cramponné a été utilisé dans les années 1930 dans l’écriture de langues comme l’avar, le dargwa, ou le juhuri.

## Représentations informatiques
Le H cramponné peut être représenté avec les caractères Unicode suivants (latin étendu C) :
| formes    | représentations | chaînes de caractères | points de code | descriptions                        |
| --------- | --------------- | --------------------- | -------------- | ----------------------------------- |
| capitale  | Ⱨ               | Ⱨ                     | U+2C67         | lettre majuscule latine h cramponné |
| minuscule | ⱨ               | ⱨ                     | U+2C68         | lettre minuscule latine h cramponné |